# Staby Sogn
Staby Sogn er et sogn i Ringkøbing Provsti (Ribe Stift).
I 1800-tallet var Staby Sogn et selvstændigt pastorat. Det hørte til Ulfborg Herred i Ringkøbing Amt. Staby sognekommune blev ved kommunalreformen i 1970 indlemmet i Ulfborg-Vemb Kommune, der ved strukturreformen i 2007 indgik i Holstebro Kommune.
I Staby Sogn ligger Staby Kirke.
I sognet findes følgende autoriserede stednavne:
- Blæsgård (bebyggelse)
- Bundgård (bebyggelse)
- Herredstoft (bebyggelse)
- Hundhale (bebyggelse)
- Husby Sø (vandareal)
- Høtbjerg (bebyggelse)
- Julsgård (bebyggelse)
- Klostergårde (bebyggelse)
- Madum Bæk (vandareal)
- Munkhule (bebyggelse)
- Møldam (bebyggelse)
- Nørgård (bebyggelse)
- Nørkær (areal)
- Nørre Staby (bebyggelse)
- Pallisbjerg Mark (bebyggelse)
- Sandager (bebyggelse)
- Siggård (bebyggelse)
- Staby Kærgård (bebyggelse, ejerlav)
- Staby (bebyggelse)
- Sønderby (bebyggelse)
- Tokkesdal (bebyggelse)
- Vestermark (bebyggelse)